# Martín Fiz Martín
Martín Fiz Martín (Vitòria, País Basc, 1963) és un atleta basc retirat, especialista en carreres de fons.

## Biografia
Va néixer el 3 de març de 1963 a la ciutat de Vitòria, capital del País Basc.
L'any 1997 fou guardonat amb el Premi Príncep d'Astúries dels Esports com a integrant de l'Equip espanyol de Marató.

## Trajectòria esportiva
Va iniciar els seus primers pasos esportius al costat de Gregorio Rojo. Després de passar diversos anys disputant proves de fons fou medalla d'or en els 3.000 m. obstacles als Campionats Iberoamericans de Mèxic l'any 1988, així com dues vegades campió d'Espanya de Cross els anys 1990 i 1992, i tres vegades medalla de bronze per equips en el Mundial de Cross per equips.
L'any 1993 inicià la seva activitat en la marató, guanyant diverses maratons al llarg de la seva carrera, entre elles la de Rotterdam el 1995. L'any 1994 aconseguí la medalla d'or en el Campionat d'Europa d'Atletisme disputat a Hèlsinki i el 1995 aconseguí esdevenir el primer espanyol a esdevenir campió del Món gràcies a la seva victòria al Campionat del Món d'Atletisme de Göteborg. En els Jocs Olímpics d'Atlanta finalitzà en quarta posició en la prova de marató, i l'any següent en els Mundials d'Atletisme de Sevilla finalitzà en segona posició, just per darrere del seu company d'equip Abel Antón.
El 24 de març de 1996 establí el rècord del món en la marató, establint la seva marca en 2h 08m 25s.
Cada any es disputa una marató a la seva ciutat natal que duu el seu nom.